# Wirtschafts- und Sozialwissenschaftlicher Fakultätentag
Der Wirtschafts- und Sozialwissenschaftliche Fakultätentag (WiSoFt) ist eine hochschulpolitische Vertretung für in erster Linie wirtschafts-, aber auch sozialwissenschaftliche Studiengänge. Sie wurde 1961 durch die FU Berlin, die TU Berlin und die Wirtschaftshochschule Mannheim sowie die Universitäten in Bonn, Erlangen-Nürnberg, Frankfurt am Main, Freiburg im Breisgau, Göttingen, Hamburg, Heidelberg, Kiel, Köln, Marburg, München, Saarbrücken und Tübingen gegründet. Heute vereinigt er über 80 Fakultäten an Universitäten in Deutschland, Österreich und der Schweiz mit einer fachliche Zuständigkeit für die Studiengänge Betriebswirtschaftslehre Volkswirtschaftslehre, Wirtschaftspädagogik und Sozialwissenschaften (Soziologie und Politikwissenschaft). Mit der Gründung ging die ältere Handelshochschulkonferenz in der WiSoFt auf. Außerdem war er nach der Wende an der Integration der entsprechenden ostdeutschen Fakultäten beteiligt. Jährlich findet eine Mitgliederversammlung statt; die konstituierende Sitzung von 1961 fand in Göttingen statt.

## Vorsitzende
- 1961: Gisbert Rittig, Göttingen
- 1961–1964: Herbert Timm, Münster
- 1964–1966: Karl Häuser, Frankfurt am Main
- 1966–1969: Horst Claus Recktenwald, Nürnberg
- 1969–1971: Otto H. Poensgen, Saarbrücken
- 1971–1973: Rudolf Gümbel, Frankfurt am Main
- 1973–1975: Hans Fecher, München (LMU)
- 1975–1977: Karl Oettle, München (LMU)
- 1978–1979: Karl Scheidl, Berlin (TU)
- 1980–1981: Kurt Weichselberger, München (LMU)
- 1982–1983: Jürgen Pahlke, Bochum
- 1984–1985: Wolfgang Männel, Nürnberg
- 1986–1987: Werner Neubauer, Saarbrücken
- 1988–1989: Johannes Baumgardt, München (LMU)
- 1990–1993: Dietrich Börner, Münster[1]
- 1994–1997: Gerhard Kleinhenz, Passau
- 1998–2001: Alfred Kieser, Mannheim
- 2002: Hans-Rimbert Hemmer, Gießen
- 2003–2006: Rainer Marr, München (UniBw)
- 2007–2008: Frank C. Englmann, Stuttgart
- 2008–2012: Johann Engelhard, Bamberg
- 2013–2014: Alexander Karmann, Dresden
- 2015–2016: Wolf Rauch, Graz
- 2017–2020: Susanne Homölle, Rostock
- seit 2021: Joachim Eigler, Siegen